# Rio Corniş
O Rio Corniş é um rio da Romênia, afluente do Moraviţa, localizado no distrito de Timiş.